# Rio Itanhauã
Rio Itanhauã är en flod i Brasilien belägen i delstaten Amazonas, i den nordvästra delen av landet, 2 100 km nordväst om huvudstaden Brasília.
I omgivningen kring Rio Itanhauã växer huvudsakligen städsegrön lövskog och området är nära nog obefolkad, med mindre än två invånare per kvadratkilometer.